# Tarner Island
Tarner Island är en ö i Storbritannien.   Den ligger i kommunen Highland och riksdelen Skottland, i den nordvästra delen av landet, 800 km nordväst om huvudstaden London. Arean är 28,0 kvadratkilometer. Trakten runt Tarner Island består i huvudsak av gräsmarker.